# György Barkó
György Barkó (n. 18 iulie 1931, Purcăreni, România – d. 30 ianuarie 2024, Pécs, Ungaria) a fost un actor român și maghiar.

## Biografie
Barkó s-a născut în Purcăreni, județul Brașov pe 18 iulie 1931. În 1950 a absolvit Colegiul Reformat Saint George Székely Mikó, iar în același an a susținut o audiție pentru Institutul de Teatru István Szentgyörgyi din Cluj. Din 1954 a fost membru al Teatrului Maghiar de Stat din Cluj-Napoca până în 1989, când s-a stabilit în Ungaria.
Soția sa a fost Julia Bereczky, actriță și regizor (1928–2007). Barkó a murit la Pécs la 30 ianuarie 2024, la vârsta de 92 de ani.

## Premii
- Premiul Hilda Gobbi în 2014 pentru întreaga carieră acordat de Ministerul Patrimoniului Cultural Național din Ungaria[6]